# 50-es évek
Évszázadok: i. e. 1. század · 1. század · 2. század
Évtizedek: 1-es évek · 10-es évek · 20-as évek · 30-as évek · 40-es évek · 50-es évek · 60-as évek · 70-es évek · 80-as évek · 90-es évek · 100-as évek
Évek: 50 · 51 · 52 · 53 · 54 · 55 · 56 · 57 · 58 · 59

## Események
- Claudius császár meggyilkolása.
- Pál apostol második missziós útja, keresztény térítések.

## Híres személyek
- Claudius római császár (41-54)
- Nero római császár (54-68)
- Pál apostol keresztény tanitó